# Pro Vasto
El Pro Vasto es un club de fútbol de Italia, con sede en Vasto, en la región de los Abruzos. Fue fundado en 1902 y refundado en varias ocasiones. Compite en la Eccellenza Abruzzo, quinta categoría del fútbol italiano.

## Historia
Originalmente conocido como Vastese, el club fue fundado en 1902, y desde entonces pasó varias temporadas en el profesional de los niveles más bajos italianos de la Serie C1 y Serie C2. El club cambia de nombre a Pro Vasto en 1952, pero fue cancelado en 1981 debido a problemas financieros. Un equipo local de menor importancia en la liga Promozione llamada Società Sportiva Incoronata tomó su lugar, y cambió la denominación de Associazione Calcio Vasto 82 un año más tarde, siendo ascendido a la Serie D en 1984 sólo para ser relegado en 1987. Después de este descenso, el club volvió a cambiar la denominación, esta vez a Società Polisportiva Vastese, siendo promovido de nuevo a la Serie D en 1988, y regresar a la Serie C2 en 1990 después de una exitosa temporada en el nivel amateur superior de Italia. En 1990 cambió su nombre a Vastese Calcio.
Relegados de la Serie C2 en 1994, el club fue readmitido sucesivamente de nuevo en el profesionalismo para cubrir una vacante de la liga, pero el club se declaró en bancarrota sólo un año después. En 1997 el club local de la Promozione Vasto Marina cambió su denominación a la de Football Club Pro Vasto, y realizó dos ascensos consecutivos para volver a la Serie D en 1999, siendo sin embargo relegado a Eccellenza en el año 2000. Una nueva propiedad adquirió el club, inmediatamente traer de vuelta al quinto nivel italiano de un año después, y volver a la Serie C2 en 2004. Pro Vasto fue relegado entonces a la Serie D en 2007, y jugó allí hasta 2009, cuando el club ganó la liga después de una victoria por 2-1 ante el Tolentino en el último partido de la temporada después de ganar los últimos diez partidos en fila. El club es por lo tanto tomaron parte en la Lega Pro Seconda Divisione en la temporada 2009-10. Después de la bancarrota en 2010, el club se vio forzado a la quiebra.
En el 2012, el conjunto San Paolo Calcio Vasto adoptó el nombre Associazione Sportiva Dilettantistica Vastese Calcio 1902 y se inscribió en el campeonato de Promozione. En la temporada 2015-16 el club logró ascender a la Serie D.

## Palmarés

### Torneos interregionales
- Serie D (2): 1968-69 (Grupo H), 2008-09
- Campionato Interregionale (1): 1989-90 (Grupo G)

### Torneos regionales
- Eccellenza Abruzzo (3): 1998-99, 2000-01, 2015-16
- Promozione Abruzzo (3): 1983-84 (Grupo A), 1997-98, 2012-13
- Prima Categoria Abruzzo (2): 1965-66 (Grupo A), 1966-67 (Grupo A)
- Campionato Dilettanti Abruzzo (1): 1957-58
- Prima Divisione Abruzzo (1): 1953-54